# Cliffs of Dover (composition)
Pistes de Ah Via Musicom
Desert Rose
Cliffs of Dover est un morceau de musique instrumentale du guitariste Eric Johnson qui apparait sur l'album Ah Via Musicom. Composée en sol majeur, la chanson a été enregistrée sur une Gibson ES-335. La chanson tire son nom des falaises blanches de Douvres, le long de la côte britannique.

## Citations
Cliffs of Dover a été élu no 17 dans la liste des 100 meilleurs solos de guitare du magazine Guitar World, entre le no 16, Heartbreaker de Led Zeppelin, et le no 18 Little Wing de The Jimi Hendrix Experience.
En 1991, Cliffs of Dover gagne un Grammy award pour la meilleure prestation de rock instrumentale.

## Dans la culture
Une reprise de Cliffs of Dover est incluse dans le jeu vidéo Guitar Hero III: Legends of Rock.
Cliffs of Dover est incluse en tant que DLC jouable dans le jeu vidéo Rocksmith.

## Autre
Cliffs of Dover est aussi un jeu de simulation d'avions de la Seconde Guerre mondiale sur PC.